# Chiều Xuân
Nguyễn Chiều Xuân (sinh ngày 13 tháng 2 năm 1967 tại Hà Nội) là diễn viên Việt Nam. Xuân đóng vai con dâu Thuận trong bộ phim Mẹ chồng tôi của đạo diễn Khải Hưng phát sóng năm 1994. Chiều Xuân là Giám đốc Công ty cổ phần Sân khấu và Điện ảnh Việt Nữ.

## Sự nghiệp
- Xuân sinh ra trong gia đình có bố là đạo diễn Đức Đọc. Năm lên 5–6 tuổi, Xuân theo cha đến rạp ngồi xem cha dựng các vở kịch Âm mưu và tình yêu, Thép đã tôi thế đấy!, Cố nhân,... Xuân học Trường Đại học Sân khấu và Điện ảnh Hà Nội và người cha của Xuân là người thầy của Xuân.
- Năm thứ 2 đại học, Xuân nhận được vai diễn đầu tiên trong phim Dòng sông khát vọng. Khi Xuân học năm thứ 2 đại học, đạo diễn phim Dòng sông khát vọng mời Xuân tham gia dự án phim. Xuân đã tham gia những phim trong đó có bộ phim Mẹ chồng tôi của đạo diễn NSND Khải Hưng.[2]
- Năm 1996, Chiều Xuân mang đến vai Na trong phim Người yêu đi lấy chồng của đạo diễn Vũ Châu. Vai diễn mang về cho Xuân Giải thưởng Bông sen vàng năm 1996.
- Năm 1998, với vai diễn cô gái bán hoa Crevette trong vở kịch Ả ca ve nhà hàng Maxim, đòi hỏi Xuân vừa diễn vừa phải nhảy múa. Xuân hát không cần dùng đến micro mà vẫn thu hút người xem nào đó từ đầu đến cuối.
- Sau đó, Xuân nhận được lời mời tham gia các bộ phim truyền hình, như vai nhà báo Ngân Hà trong phim Hà Nội 12 ngày đêm (2002) của đạo diễn Bùi Đình Hạc. Năm 2003, Xuân tiếp tục ghi dấu ấn với vai Hương trong phim Hàng xóm của đạo diễn Phạm Lộc, Mai trong Tình biển của đạo diễn Đới Xuân Việt.

## Phim
| Năm  | Tên phim                         | Vai diễn                | Đạo diễn                    | Thể loại         |
| ---- | -------------------------------- | ----------------------- | --------------------------- | ---------------- |
| 1986 | Dòng sông khát vọng              | Mai con gái Tộ          | Nguyễn Ngọc Trung           | phim điện ảnh    |
| 1988 | Truyện cổ tích cho tuổi mười bảy | bạn gái cùng bàn        | Xuân Sơn Phạm Xuân Lộc      | phim điện ảnh    |
| 1991 | Canh bạc                         | bạn cùng phòng Mai      | Lưu Trọng Ninh              | phim điện ảnh    |
| 1994 | Mẹ chồng tôi                     | Thuận                   | Khải Hưng                   | phim truyền hình |
| 1996 | Người yêu đi lấy chồng           | Na                      | Vũ Châu                     | phim điện ảnh    |
| 1996 | Người Hà Nội                     | Bạch Vân                | Hoàng Tích Chỉ, Đoàn Lê     | phim truyền hình |
| 1998 | Áp thấp nhiệt đới                | Thủy                    | Bùi Cường                   | phim truyền hình |
| 2000 | Qua những đêm lạnh giá           | Ngọc                    | Bùi Cường                   | phim truyền hình |
| 2001 | Con nhện xanh                    | Mai Thùy                | Đỗ Đức Thành                | phim truyền hình |
| 2002 | Hà Nội 12 ngày đêm               | nhà báo Ngân Hà         | Bùi Đình Hạc                | phim điện ảnh    |
| 2002 | Mùa ổi                           | mẹ của Hòa              | Đặng Nhật Minh              | phim điện ảnh    |
| 2003 | Hàng xóm                         | Hương                   | Phạm Lộc                    | phim điện ảnh    |
| 2003 | Tình biển                        | Mai                     | Đới Xuân Việt               | phim điện ảnh    |
| 2005 | Tia nắng mong manh               | Hòa                     | Bạch Diệp                   | phim truyền hình |
| 2009 | Bộ tứ 10A8                       | mẹ của Phan Linh        | Phùng Tú Hoàng Điệp         | sitcom           |
| 2011 | Lời thú nhận của Eva             | bà Điệp                 | Nguyễn Mạnh Hà              | phim truyền hình |
| 2014 | Scandal: Hào quang trở lại       | bà Trang                | Victor Vũ                   | phim điện ảnh    |
| 2014 | Heo may về qua phố               | Loan                    | Nguyễn Danh Dũng            | phim truyền hình |
| 2015 | Yêu                              | bà của Nhi              | Việt Max                    | phim điện ảnh    |
| 2015 | Thế giới bí mật của mẹ           | bà mẹ                   | Vũ Ngọc Phượng              | phim ngắn        |
| 2018 | 100 ngày bên em                  | mẹ Lê Huy               | Vũ Ngọc Phượng              | phim điện ảnh    |
| 2018 | Người bất tử                     | bà đồng                 | Victor Vũ                   | phim điện ảnh    |
| 2018 | Cậu Vàng                         | vợ cả của Bá Kiến       | Trần Vũ Thủy                | phim điện ảnh    |
| 2019 | Chạy trốn thanh xuân             | bà Phương               | Vũ Minh Trí Nguyễn Đức Hiếu | phim truyền hình |
| 2019 | Truyện ngắn                      | bà An                   | Cao Trung Hiếu              | phim điện ảnh    |
| 2021 | Yêu hơn cả bầu trời              | mẹ của Hải              | Nguyễn Khải Anh             | phim truyền hình |
| 2022 | Dưới lòng đại dương              | người phụ nữ trung niên | Quản Phương Thanh           | phim điện ảnh    |
| 2022 | Em và Trịnh                      | mẹ của Diễm và Ánh      | Phan Gia Nhật Linh          | phim điện ảnh    |
| 2023 | Kẻ ăn hồn                        | bà Tám Kheo             | Trần Hữu Tấn                | phim điện ảnh    |
| 2023 | Tết ở làng địa ngục              | bà Phong                | Trần Hữu Tấn                | phim điện ảnh    |
| 2024 | Hà Nội trong mắt em              | bà Hoài Liên            | Tôn Nguyễn                  | phim truyền hình |
| 2025 | Lật mặt 8: Vòng tay nắng         |                         | Lý Hải                      | phim điện ảnh    |
| 2025 | Đèn âm hồn                       | Bà bán cá               | Hoàng Nam                   | phim điện ảnh    |

## Kịch
| Năm  | Tên kịch               | Vai diễn                | Đạo diễn   | Sân khấu              |
| ---- | ---------------------- | ----------------------- | ---------- | --------------------- |
| 1992 | Ni cô Đàm Vân          | Bến                     |            | Nhà hát Kịch Việt Nam |
| 1998 | Ả cave nhà hàng Maxim  | cô gái bán hoa Crevette | Tuấn Hải   | Nhà hát Kịch Việt Nam |
| 2006 | Nhật ký chàng ngơ ngác | thiếu nữ                | Chiều Xuân | Rạp Chuông Vàng       |

## Cuộc sống cá nhân
- Năm 1987, khi 20 tuổi, đang ở năm thứ 2 đại học thì Xuân đã trở thành vợ của nhạc sĩ Đỗ Hồng Quân. Đám cưới sau 6 tháng yêu nhau, "tôi bị nhà trường kỷ luật vì còn đang đi học nhưng cho đến giờ, chị chưa thoảng ý nghĩ nào hối hận về điều này”. Kết hôn khi 20 tuổi và đã trải qua gần 30 năm hôn nhân, cả 2 "vẫn tình tứ trong mỗi bức ảnh và đồng hành trong mỗi sự kiện cuộc sống". Xuân từng nhận kỷ luật vì kết hôn khi còn đang đi học.[3]
- Chiều Xuân có 2 người con gái. Con gái đầu là Hồng Mi sau khi đi du học ở Pháp về, bắt đầu tạo lập cuộc sống với công việc kinh doanh. Hồng Khanh có thiên hướng âm nhạc.[4]